# إيمنيث
إيمنيث («حتى المرج» باللغة الإنجليزية القديمة) هي قرية ومدنية أبرشية في مقاطعة نورفولك الإنجليزية. القرية 58 ميل (93 كـم) غرب نورويتش، 15.4 ميل (24.8 كـم) جنوب غرب كينغز لين و 99.6 ميل (160.3 كـم) شمال لندن. أقرب مدينة هي ويسبك وهي 3.3 ميل (5.3 كـم) شمال-شمال-غرب القرية. تقع القرية إلى الجنوب الغربي من طريق A47  بين بيتربورو وكينغز لين. تقع أقرب محطة سكة حديد في سوق داونهام لخط فين الذي يمتد بين كينغز لين وكامبريدج. أقرب مطار هو مطار كامبريدج الدولي. يبلغ عدد سكان أبرشية إمنيث في تعداد عام 2001، 2466 نسمة، يرتفع إلى 2617 في تعداد 2011. لأغراض الحكومة المحلية، تقع الرعية داخل منطقة كينجز لين ووست نورفولك.